# Eupithecia mahomedana
Eupitecia mahomedana es una especie de polilla de la familia Geometridae. La especie fue descrita por primera vez por Wilhelm Brandt en 1938 con distribución en Irán. El sintipo de la especie fue descrita en los alrededores de Comee, en las proximidades del lago Barm Firuz en el corazón de los montes Zargos. Tiene cierto parecido con la polilla del Asia Central Eupithecia lindti pero de mayor tamaño.